# Ipacsfa
Ipacsfa – wieś i gmina w południowej części Węgier, w pobliżu miasta Siklós, niedaleko granicy chorwackiej.
Administracyjnie Ipacsfa należy do powiatu Siklós, wchodzącego w skład komitatu Baranya i jest jedną z 53 gmin tego powiatu.

## Zabytki
- Kościół Reformatów z XVIII w.

## Historia
Pierwsze wzmianki o miejscowości pochodzą z 1554. Niektóre wzmianki pochodzą z 1237.